# Свит Спрингс (Мисури)
Свит Спрингс (енгл. Sweet Springs) град је у америчкој савезној држави Мисури.

## Демографија
По попису из 2010. године број становника је 1.484, што је 144 (-8,8%) становника мање него 2000. године.
| Група             | 2000.         | 2010.         |
| Белци             | 1.548 (95,1%) | 1.396 (94,1%) |
| Афроамериканци    | 21 (1,3%)     | 26 (1,8%)     |
| Азијати           | 5 (0,3%)      | 6 (0,4%)      |
| Хиспаноамериканци | 21 (1,3%)     | 25 (1,7%)     |
| Укупно            | 1.628         | 1.484         |